# Ким, Дэниел
Дэ́ниел А́лекс Ким (, род. 12 октября 1996) — казахстанский кёрлингист и тренер по кёрлингу.
В составе мужской сборной Казахстана участник зимней Универсиады 2017.

## Команды
| Сезон   | Четвёртый       | Третий           | Второй           | Первый                 | Запасной                            | Турниры            |
| ------- | --------------- | ---------------- | ---------------- | ---------------------- | ----------------------------------- | ------------------ |
| 2012—13 | Александр Орлов | Виктор Ким       | Дэниел Алекс Ким | Ilya Kuznetsov         | Marat Smailov                       | ТАЧ 2012 (7 место) |
| 2015—16 | Виктор Ким      | Абылайхан Жузбай | Дэниел Алекс Ким | Муздыбай Кудайбергенов | Abilay Nurumbetov                   | ТАЧ 2015 (7 место) |
| 2017    | Дэниел Ким      | Абылайхан Жузбай | Дмитрий Гарагуль | Ренас Ахмад            | Тамерлан Иргебай тренер: Виктор Ким | ЗУ 2017 (10 место) |

(скипы выделены полужирным шрифтом)

## Результаты как тренера национальных сборных
| Год  | Турнир                                                   | Сборная                   | Место |
| ---- | -------------------------------------------------------- | ------------------------- | ----- |
| 2015 | Чемпионат мира по кёрлингу среди ветеранов 2015          | Казахстан (ветераны муж.) | 23    |
| 2016 | Чемпионат мира по кёрлингу среди юниоров (группа Б) 2016 | Казахстан (юниоры муж.)   | 22    |
| 2017 | Зимние Азиатские игры 2017                               | Казахстан (женщины)       | 4     |

## Частная жизнь
Из семьи кёрлингистов: его отец — Виктор Ким, кёрлингист, тренер, один из создателей и руководителей казахстанского кёрлинга.